# Вольвач, Пётр Васильевич
Петр Васильевич Вольвач (укр. Петро Васильович Вольвач; род. 15 декабря 1938, Новопрокоповка, Запорожская область) — советский и украинский ученый-садовод, агроэколог, историк аграрной науки, академик Украинской академии экологических наук (с 1999 г.), доктор философии в области биологии (1998 г.), действительный член НОШ, член НСПУ, симиренковед, лауреат премий им. Л. Н. Симиренко НАН Украины (2012 г.) и Дмитрия Нитченко (2010 г.), Крымского отделения НАН Украины (1993 г.), председатель Всекрымского общества учёных, заслуженный деятель науки и техники АРК. Председатель Крымского отделения Научного общества им. Шевченко, стипендиат Президента Украины (с 2006 г.)

## Биография
В 1956 году окончил 10 классов Новопрокоповской средней школы. Для приобретения необходимого трудового стажа для поступления в ВУЗ работал в местном колхозе.
В течение 1956—1957 гг. учился в Запорожском ремесленном училище механизации сельского хозяйства. Окончил его с отличием, получив специальность механизатора широкого профиля. После окончания училища до августа 1958 года работал трактористом и комбайнером в родном селе.
После успешной сдачи экзаменов в августе 1958 года поступил в Крымский сельскохозяйственный институт в городе Симферополе, факультет плодоводства и виноградарства, который с отличием окончил в марте 1963 году по специальности учёный-агроном.
После окончания института Учёным советом был рекомендован на научную работу и направлен на Крымскую помологическую станцию ВИР, в которой работал до поступления в аспирантуру Всесоюзного научно-исследовательского института растениеводства имени академика Николая Вавилова (г. Ленинград). В конце 1968 года в этом же институте успешно защитил диссертацию по иммунитету плодовых культур.
После аспирантуры получил направление на Крымскую помологическую станцию ВИР (г. Бахчисарай, Севастополь). Работал в должности старшего научного сотрудника и заместителя директора по научной работе (до мая 1972 года). За период работы на Крымской литературе помологии станции впервые в Советском Союзе осуществил иммунологическую оценку генофонда плодовых культур к инфекционным заболеваниям, выделив целый ряд ценных сортов-доноров естественной устойчивости. Указанные данные в настоящее время широко используют селекционеры во многих странах мира.
В 1972 году был приглашен на работу во вновь созданный в Киеве Главплодвинпром УССР. Работал там начальником отдела плодоводства и питомниководства.
В соответствии с распоряжением Совета Министров УССР в конце 1972 года должен был получить с семьей жилье в Оболонском районе г. Киева, однако, из-за знакомства с тогдашней оппозиционной к советскому режиму молодёжной средой и участия в общественных акциях попал в поле зрения КГБ, проходил по агентурному делу «Блок». Был уволен с работы и выслан в Мелитополь.
До 1977 года работал старшим научным сотрудником Мелитопольского института орошаемого садоводства.
В 1978 году вернулся в Крым. Работал в различных научно-исследовательских учреждениях Крыму. Работая в Крымском комплексном отделе украинского института гидротехники и мелиорации (г. Симферополь), в течение 1978—1983 годов участвовал в создании первого в стране промышленного сада на капельном орошении (с. Пятихатка, Красногвардейский р-н Крымской области). Занимал должности начальника областной станции защиты растений, заместителя председателя областного объединения «Сельхозхимия».
С 1984 года — старший научный сотрудник Симферопольского государственного университета, выполнял хоздоговорную научную работу в Узбекистане, читал курс физиологии растений на биологическом факультете университета.
В 1988 году на конкурсной основе избран заведующим Крымского отдела Центрального института агрохимического обслуживания сельского хозяйства (ЦИНАО м. Москва).
С распадом СССР Петр Вольвач инициировал создание Южного научного центра агроэкологии Министерства сельского хозяйства Украины. Центр осуществлял агрохимическое обслуживание крымских хозяйств, оказывал научно-методическую помощь тепличным хозяйствам, осуществлял контроль за качеством растениеводческой продукции, изучал влияние орошения крымских земель на радиационное загрязнение окружающей среды и сельскохозяйственной продукции. За эти исследования избран академиком Украинской академии экологических наук. Должность директора этого центра занимал до выхода на пенсию по возрасту в 2001 году.

## Общественная деятельность
В течение 2001—2006 гг. работал ведущим научным сотрудником Всеукраинского информационно-культурного центра в городе Симферополе. Изучал роль Украины и украинского этноса в возрождении и развитии Крыма, подготовил монографию «Украинцы Крыма». Был инициатором проведения двух Всекрымских конгрессов украинцев.
В 1989 году баллотировался кандидатом в депутаты Верховного Совета УССР. От общественных организаций Крыма, Народного руха Украины и «Нашей Украины» выдвигался несколько раз кандидатом в депутаты Верховной Рады Украины и Верховной Рады АР Крым.
Один из организаторов Всеукраинского общества «Просвита» имени Тараса Шевченко, Всеукраинского общества учёных «Крым с Украиной», двух Конгрессов украинцев Крыма, первой на территории полуострова украинской газеты «Крымская светлица», украинской гимназии в г. Симферополе. Был делегатом и участником всех шести Всемирных форумов украинцев. На протяжении 15 лет возглавлял Крымский филиал научного общества им. Тараса Шевченко.

## Научные интересы
Петр Вольвач разработал и начал внедрять в жизнь две научные программы по садоводству: «Возрождение местных стародавних сортов плодовых культур Крыма» и «Возрождение и развитие в Крыму чаирного садоводства». Они стали победителями всеукраинского конкурса МОН Украины.
Ещё в студенческие годы начал изучение творческого наследия выдающейся семьи Симиренко. В значительной степени поспособствовал возвращению в историю нескольких её видных представителей, в частности, всемирно известных украинских ученых-садоводов и помологов — Льва Симиренко и его сына профессора Владимира Симиренко.
Инициатор создания на родине Симиренко, на Черкасщине мемориального музея Семьи Симиренко" и принятия специального Постановления ВР Украины о чествовании памяти выдающихся украинских ученых-садоводов. По инициативе Петра Вольвача и Николая Ковальчука осуществлено возрождение Симиренковской Свято-Троицкой церкви и семейного кладбища вокруг неё.
Петр Вольвач является составителем, автором, издателем и научным редактором трудов Л. П. Симиренко:
- Местные древние сорта плодовых культур Крыма. Издательство «Таврия», Симферополь, 1996, ст. 196
- Крымское промышленное плодоводство, т. 1. Издательство «Таврия — плюс», Симферополь, 2001, 765 с.
- Крымское промышленное плодоводство, т. 2. Издательство «Таврия», Симферополь, 2005, 730 с.

## Публикации
Автор множества научных публикаций.

### Монографии
- Л. П. Симиренко, издательство «Колос», Москва, 1984, 175 С.
- Мучнистая роса яблони (Мучнистая роса яблони), издательство «Колос», Москва, 1986, 125 С.
- Защита растений в садах, виноградниках и огородах, издательство «Таврия», Симферополь, 1989, 205 с.
- Среди песков, по пути Муравским (в соавторстве с С. Г Дубровским), Издательский дом МГТ, м. Мелитополь, 2007, 252 с.
- Крым: путь в Украину (составитель и автор статей), издательство «Таврия», 2006, 285 С.
- Л. П. Симиренко— основатель украинского промышленного садоводства, книга 1, издательство «Таврия " (Симферополь) / издательство «Таврия», Симферополь, 2002, с. 308.
- Л. П. Симиренко— основатель украинского промышленного садоводства, книга 2, Издательство «Таврия» (Симферополь) / издательство "Таврия", Симферополь, 2003, 286 С.
- Л. П. Симиренко — основатель украинского промышленного садоводства, книга 3, издательство «Таврия», Симферополь, 2004, 302 с.
- Л. П. Симиренко и Крым, издательство «Таврия», Симферополь, 2005, 318 С.
- Истоки промышленного садоводства, издательство «Доля», Симферополь, 2012, 126 с.
- Предсказатель (В соавторстве с В. И. Потрошителем), т. 1, ООО «Издательский дом Мелитопольской городской типографии», Мелитополь, Т. И, 2008, 382 С.
- Предвестник (в соавторстве с В. И. Потрошителем), Т. 2, 2008, 213 С.
- Украинская весна Крыму, издательство «Доля», 2008, 359 с.
- Вольвач П. В. Лісові друзі : вірші / П. В. Вольвач; ред. : Я. П. Вольвач; худ. : О. І. Гончаров. — Мелітополь : ТОВ «Видавничий будинок Мелітопольської міської друкарні», 2013. — 24 с., рис.

### Прочие
- Наш Крым (сборник публицистических трудов), Издательство КИС 2016, 315 сек.
- Поэтический сборник «Рубикон», Симферополь, 1999, 55 С.
- Поэтический сборник (детский) «лесные друзья», ООО «Издательский дом Мелитопольской городской типографии», 2003, 24 С.

## Награды
За весомый вклад в возрождение Симиренковского наследия исследователя избран почетным садоводом Института помологии им. Л. Н. Симиренко, отмечен Почетной грамотой и орденом «За заслуги перед Черкасщиной». А в 2012 году НАН Украины наградила симиренковеда премией им. Л. Н. Симиренко.
- Орден «За заслуги» III степени (2006).